# Communauté d’agglomération Loire Forez (vor 2017)
Die Communauté d’agglomération Loire Forez (vor 2017) ist ein ehemaliger französischer Gemeindeverband mit Rechtsform einer Communauté d’agglomération im Département Loire. Er bestand aus 45 Gemeinden auf einer Fläche von 734,9 km2, sein Präsident war zuletzt Alain Bertheas. Die Communauté d’agglomération bestand seit Ende 2003.
Der Gemeindeverband lag am linken Ufer der Loire nordwestlich von Saint-Étienne und umfasste die beiden Kleinstädte Saint-Just-Saint-Rambert und Montbrison (Verwaltungssitz) mit ihrer teilweise dicht besiedelten Umgebung in der Talebene der Loire. Zusätzlich erstreckte er sich westwärts bis an die Départementsgrenze und auf die Höhenlagen der Monts du Forez, deren Gipfel in der Gemeinde Sauvain bis auf 1634 m reichen.

## Aufgaben
Zu den vorgeschriebenen Kompetenzen gehörten die Entwicklung und Förderung wirtschaftlicher Aktivitäten und des Tourismus sowie die Raumplanung auf Basis eines Schéma de Cohérence Territoriale. Der Gemeindeverband bestimmte die Wohnungsbaupolitik. In Umweltbelangen betrieb er die Abwasserentsorgung, die Müllabfuhr und ‑entsorgung und war allgemein für den Immissionsschutz zuständig. Er betrieb außerdem die Straßenmeisterei und Teile des öffentlichen Nahverkehrs/Schulbusverkehrs. Zusätzlich baute und unterhielt der Verband Kultureinrichtungen und förderte Veranstaltungen in diesem Bereich.

## Historische Entwicklung
Mit Wirkung vom 1. Januar 2017 fusionierte der Gemeindeverband mit
- Communauté de communes du Pays d’Astrée,
- Communauté de communes des Montagnes du Haut Forez sowie
- Communauté de communes du Pays de Saint-Bonnet-le-Château

und bildete so die gleichnamige Nachfolgeorganisation Communauté d’agglomération Loire Forez. Trotz dieser Namensgleichheit handelt es sich um eine Neugründung mit anderer Rechtspersönlichkeit.

## Ehemalige Mitgliedsgemeinden
Folgende 45 Gemeinden gehörten dem Gemeindeverband an:
| Gemeinde                  | Einwohner 1. Januar 2022 | Fläche km² | Dichte Einw./km² | Code INSEE | Postleitzahl |
| ------------------------- | ------------------------ | ---------- | ---------------- | ---------- | ------------ |
| Bard                      | 686                      | 13,78      | 50               | 42012      | 42600        |
| Boisset-lès-Montrond      | 1.214                    | 8,01       | 152              | 42020      | 42210        |
| Boisset-Saint-Priest      | 1.284                    | 18,28      | 70               | 42021      | 42560        |
| Bonson                    | 4.478                    | 5,15       | 870              | 42022      | 42160        |
| Chalain-d’Uzore           | 668                      | 8,03       | 83               | 42037      | 42600        |
| Chalain-le-Comtal         | 740                      | 18,36      | 40               | 42038      | 42600        |
| Chalmazel-Jeansagnière    | 448                      | 39,38      | 11               | 42039      | 42920        |
| Chambles                  | 1.071                    | 18,90      | 57               | 42042      | 42170        |
| Champdieu                 | 2.035                    | 18,20      | 112              | 42046      | 42600        |
| Châtelneuf                | 354                      | 8,48       | 42               | 42054      | 42940        |
| Chazelles-sur-Lavieu      | 255                      | 9,85       | 26               | 42058      | 42560        |
| Craintilleux              | 1.337                    | 8,22       | 163              | 42075      | 42210        |
| Écotay-l’Olme             | 1.299                    | 6,52       | 199              | 42087      | 42600        |
| Essertines-en-Châtelneuf  | 660                      | 15,20      | 43               | 42089      | 42600        |
| Grézieux-le-Fromental     | 253                      | 10,31      | 25               | 42105      | 42600        |
| Gumières                  | 319                      | 16,12      | 20               | 42107      | 42560        |
| Lavieu                    | 111                      | 4,45       | 25               | 42117      | 42560        |
| Lérigneux                 | 170                      | 9,76       | 17               | 42121      | 42600        |
| Lézigneux                 | 1.747                    | 15,04      | 116              | 42122      | 42600        |
| L’Hôpital-le-Grand        | 1.073                    | 12,86      | 83               | 42108      | 42210        |
| Magneux-Haute-Rive        | 560                      | 12,56      | 45               | 42130      | 42600        |
| Margerie-Chantagret       | 841                      | 7,71       | 109              | 42137      | 42560        |
| Montbrison                | 16.098                   | 16,33      | 986              | 42147      | 42600        |
| Mornand-en-Forez          | 426                      | 21,60      | 20               | 42151      | 42600        |
| Palogneux                 | 69                       | 7,01       | 10               | 42164      | 42890        |
| Périgneux                 | 1.601                    | 32,00      | 50               | 42169      | 42380        |
| Pralong                   | 851                      | 8,03       | 106              | 42179      | 42600        |
| Précieux                  | 1.040                    | 16,29      | 64               | 42180      | 42600        |
| Roche-en-Forez            | 252                      | 23,33      | 11               | 42188      | 42600        |
| Saint-Bonnet-le-Courreau  | 683                      | 50,18      | 14               | 42205      | 42940        |
| Saint-Cyprien             | 2.428                    | 7,28       | 334              | 42211      | 42160        |
| Saint-Georges-en-Couzan   | 415                      | 23,64      | 18               | 42227      | 42990        |
| Saint-Georges-Haute-Ville | 1.458                    | 9,63       | 151              | 42228      | 42610        |
| Saint-Just-en-Bas         | 282                      | 20,95      | 13               | 42247      | 42136        |
| Saint-Just-Saint-Rambert  | 15.579                   | 40,63      | 383              | 42279      | 42170        |
| Saint-Marcellin-en-Forez  | 5.088                    | 31,09      | 164              | 42256      | 42680        |
| Saint-Paul-d’Uzore        | 194                      | 9,51       | 20               | 42269      | 42600        |
| Saint-Romain-le-Puy       | 4.121                    | 21,14      | 195              | 42285      | 42610        |
| Saint-Thomas-la-Garde     | 596                      | 3,41       | 175              | 42290      | 42600        |
| Sauvain                   | 373                      | 30,23      | 12               | 42298      | 42990        |
| Savigneux                 | 3.489                    | 19,19      | 182              | 42299      | 42600        |
| Sury-le-Comtal            | 6.651                    | 24,18      | 275              | 42304      | 42450        |
| Unias                     | 455                      | 5,37       | 85               | 42315      | 42210        |
| Veauchette                | 1.217                    | 7,54       | 161              | 42324      | 42340        |
| Verrières-en-Forez        | 727                      | 21,17      | 34               | 42328      | 42600        |